# Klica
Klica je organ biljke koji služi za prenošenje gena s jedne biljke na drugu. Klica prvo ima oblik kugle, a zatim se stanice počinju razlikovati:
- stanice na površini čine epidermu;
- stanice u unutrašnjosti čine provodne žile;
- stanice na vrhu korijena i izdanka su trajno djeljive i čine vršne meristeme radi čijih dioba biljka raste;
- meristeme su izvorište svih biljnih stanica i čine tvorna tkiva.

Drugo značenje riječi klica je ime za molekulu početnice.